# Варри-Сай
Варри-Сай (порт. Varre-Sai) — город и муниципалитет в Бразилии, входит в штат Рио-де-Жанейро. Составная часть мезорегиона Северо-запад штата Рио-де-Жанейро. Входит в экономико-статистический микрорегион Итаперуна. Население составляет 8309 человек на 2007 год. Занимает площадь 188,770 км². Плотность населения — 44,0 чел./км².
Праздник города — 12 января.

## История
Город основан 12 января 1991 года.

## Статистика
- Валовой внутренний продукт на 2005 год составляет 55 522 тысяч реалов (данные: Бразильский институт географии и статистики).
- Валовой внутренний продукт на душу населения на 2005 год составляет 6682,00 реалов (данные: Бразильский институт географии и статистики).
- Индекс развития человеческого потенциала на 2000 год составляет 0,679 (данные: Программа развития ООН).

## География
Климат местности: горный тропический. В соответствии с классификацией Кёппена, климат относится к категории Cwb.